# Дуглас Гамільтон, 14-й герцог Гамільтон
Дуглас Дуглас-Гамільтон (3 лютого 1903 — 30 березня 1973) — XIV герцог Гамільтон, ХІ герцог Брендон, шотландський шляхтич, вождь клану Гамільтон, авіатор. Служив у Британській армії в авіації, командував ескадроном під час Другої світової війни. Спортсмен. Авіатор. Вперше в історії здійснив політ над Еверестом (Джомолонгмою).

## Життєпис

### Молоді роки
Дуглас Дуглас-Гамільтон народився в Піміліко, Лондон, Англія. Він був сином Альфреда Гамільтона — ХІІІ герцога Гамільтон та його дружини Ніни Мері Беніти Пур. Освіту отримав в Ітонському університеті та в коледжі Балліола, Оксфорд. Під час навчання в Оксфорді він займався боксом, отримав синій розряд по боксу, потім отримав розряд «шотландський аматорський» в середній вазі. Крім боксу займався спортивним веслуванням, захищав честь університету на змаганнях зі спортивного веслування.
Ще в молоді роки отримав титул маркіз Дуглас, маркіз Клайдсдейл. У 1940 році помер його батько — Альфред Гамільтон. Дуглас Гамільтон успадкував титули свого батька: герцог Гамільтон, герцог Брендон. Дуглас Гамільтон був депутатом парламенту від Східного Ренфуширу з 1930 року. У 1935 році щоб зрозуміти життя робітників і шахтарів, він пішов працювати на шахту простим робітником, працював у вугільному забої, записавшись як «містер Гамільтон», вступив до профспілки шахтарів.

### Служба у ВПС та політ на Еверестом
Дуглас Гамільтон цікавився авіацією і ще в молодості пішов служити в Королівські військово-повітряні сили (ВПС). Службу почав у 602-й (Глазго) ескадрильї пайлот-офіцером з 4 липня 1927 року, з подальшим швидким просуванням по службі, був флаїнг-офіцером, потім флайт- лейтенантом (з 15 січня 1930 року). 6 травня 1931 року у віці 28 років маркіз Гамільтон став наймолодшим командиром ескадрильї свого часу, командуючи авіаційною ескадрою з 1931 по 1936 рік.
Він брав участь в одному з більш масштабних авіаційних польотів на початку двадцятого століття, авторами якого є Люсі , леді Х'юстон Політ ввійшов в історію як експедиція «Політ Х'юстон-Еверест». Польоти були рекордними для моторної авіації того часу. Учасники експедиції змогли пролетіти над горою Еверест в Гімалаях у 1933 році. Одночасно було здійснено наукові дослідження Гімалаїв. Був знятий фільм «Крила над Еверестом» — режисер Айвор Монтегю і Джеффрі Баркас.
В знак визнання його ролі в експедиції Дуглас Гамільтон був нагороджений Хрестом ВПС в 1935 році. На той час такі польоти сприймалися як нині польоти в космос.

### Друга світова війна

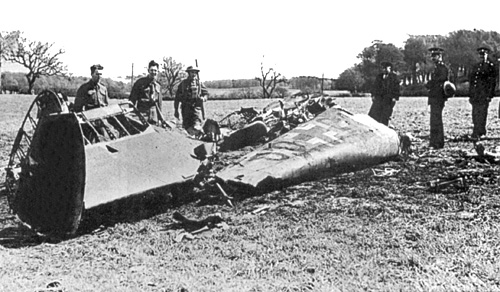
Літак Рудольфа Гесса, що розбився в Шотландії.

#### Інцидент з Рудольфом Гессом
Герцог Гамільтон був присутній на літніх Олімпійських іграх в Берліні в 1936 році. Спортсмен, льотчик Дуглас Гамільтон прилетів в Німеччину на власному літаку, де був у складі міжпартійної парламентської групи, яку запросив в Берлін на Олімпійські ігри гітлерівський уряд Німеччини. 11 серпня 1936 року герцог Гамільтон брав участь як почесний гість на прийомі, який влаштував Ріббентроп на честь свого призначення послом Німеччини у Великій Британії. До цього Дуглас Гамільтон зустрічався з Ріббентропом як послом в Сент-Джеймсі. 12 серпня 1936 року Дуглас Гамільтон брав участь в урочистому прийомі в Рейхсканцелярії на честь лорда Вансітарта. Герцога Гамільтона особисто представили Гітлеру. Там же він познайомився з Рудольфом Гессом, що був відомий як англофіл в гітлерівському оточенні. Гесс, як авіатор і переможець авіаційного змагання «Навколо Цугшпітце», дуже цікавився Дугласом Гамільтоном. Син Дугласа Гамільтона в своїй книзі відкидає можливість будь-яких контактів батька з Гессом в Берліні і повідомляє, що Дуглас Гамільтон мав зустріч з Альбрехтом Хаусгофером. Але колега Гамільтона по парламентській делегації 1936 року Генрі Шеннон в своєму щоденнику в записах 13 травня 1941 року записав, що Дуглас потрапив в історію, тому що в серпні 1936 року вони отримали від Гесса приватне запрошення на обід. Шеннон не пішов, а Дуглас прийняв запрошення.
Герман Герінг запросив Дугласа Гамільтона на екскурсію — подивитись на люфтваффе. Є версія, що під час цієї екскурсії по завданню уряду Великої Британії вів діяльність розвідника.
Після початку Другої світової війни Дуглас Гамільтон став до лав британської армії. У 1940 році, успадкувавши всі титули та маєтки батька, він зайнявся питанням протиповітряної оборони Шотландії та північної Англії.
10 травня 1941 року Рудольф Гесс здійснив переліт на літаку з Німеччини до Шотландії, його літак розбився, а він вистрибнув з парашутом. Метою цієї місії було з боку Гесса укласти сепаратний мирний договір з Великою Британією. «Мессершмідт-110» на якому летів Гесс розбився в Боннітон-Мур, що біля маєтку Гамільтона Дангавел-хаус. Гесса схопив місцевий фермер Девід МакЛін. Гесс здався йому в полон і назвався Альфредом Горном і попросив відвести його до герцога Гамільтона. Але Гесса, що був поранений, заарештували і відвезли до шпиталю. Герцог Гамільтон прибув до нього і Гесс назвав йому своє справжнє ім'я. Герцог Гамільтон негайно про це повідомив Вінстону Черчіллю — прем'єр-міністру Великої Британії. До кінця війни Гесс був військовополоненим у Великій Британії, а після завершення війни сів на лаву підсудних у Нюренберзі під час трибуналу над військовими злочинцями.
На герцога Гамільтона накинулась британська преса, яка вимагала пояснити причини візиту Гесса і вимагала пояснити які до цього були контакти з Гессом. Палата громад парламенту офіційно надіслала запит герцогу Гамільтону. Сер Арчібальд Сінклер, державний секретар авіації, зробив таку заяву в Палаті громад: «Коли замісник фюрера Гесс приземлився на своєму літаку в Шотландії 10 травня, він назвав вигадане ім'я і попросив зустрічі з герцогом Гамільтоном. Герцог Гамільтон, коли отримав від влади інформацію, відвідав німецького льотчика в шпиталі. Гесс назвав тоді своє справжнє ім'я і заявив, що зустрічався з герцогом, коли він відвідував олімпійські ігри в Берліні в 1936 році. Герцог не впізнав у ньому замісника фюрера. Але він справді був у Німеччині на Олімпійських іграх в 1936 році, брав участь більш ніж в одній великій публічній церемонії, в якій брали участь міністри Німеччини. Тому, цілком можливо, що замісник фюрера, бачив його, можливо, в одному з цих випадків. Як тільки допит полоненого був закінчений, герцог Гамільтон прилетів в Англію, і дав повний звіт прем'єр-міністру, що викликав його. Всупереч повідомленням газет, герцог ніколи не мав листування із замісником фюрера. Жоден з братів герцога Гамільтона, що служили у Королівських ВПС, не зустрічались і не мали листування з Гессом. Поведінка герцога Гамільтона в усіх відношеннях є добросовісною і належною». Гансард, 22 травня 1941 року.
Під час війни герцога Гамільтона позитивно згадували в британських військових рапортах.

### Після війни
У 1950 році герцог Гамільтон пішки очолював поховальну процесію, що йшла через місто Гамільтон, ховали його друга — сера Гаррі Лаудера. Це було найбільше поховання в історії міста Гамільтон. Герцог під час служби сказав, що Гаррі Лаудер був «великим шотландцем».
Герцог Гамільтон був призначений Таємним Радником і головним камергером королівства і володів цією почесною посадою до 1964 року.
Герцог Гамільтон був ректором Університету Сент-Ендрюс з 1948 по 1973 рік. Він став кавалером Ордена Будяка в 1951 році. Він був членом Королівського товариства лучників, охоронцем короля Шотландії.
Він служив як лорд Верховного комісара Генеральної Асамблеї Церкви Шотландії чотири рази — в 1953, 1954, 1955 і 1958 роках.
У 1963 році герцог Гамільтон отримав почесну посаду президента «Бойс-бригад». Він був президентом Ліги Авіації з 1959 по 1968 рік.
Герцог Гамільтон займав пост президента Регбі-клубу Академії Гамільтона у 1946—1955 роках.

## Бізнес
- Директор «Scottish Aviation Ltd»
- Заступник губернатора «Брітіш Лінен Банк»
- Президент «Securicor Scotland Ltd»
- Президент «Асоціації будівельних товариств»
- Голова «Nationwide Building Society» (Шотландія)
- Голова «Norwich Union Life Insurance» та Товариства пожежної охорони (Шотландія)

## Родина і діти
У 1937 році Дуглас Гамільтон одружився з леді Елізабет Іві Персі (1916—2008) — старшою дочкою Алана Персі (1880—1930) — VIII герцога Нортумберленда та леді Гелен Магдален Гордон-Леннокс (1886—1965). У цьому шлюбі були діти:
- Ангус Дуглас-Гамільтон (1938—2010) — XV герцог Гамільтон, ХІІ герцог Брендон
- Джеймс Дуглас-Гамільтон (нар. 1942) — барон Селкірк Дуглас, ХІ граф Селкірк
- лорд Х'ю Малколм Дуглас-Гамільтон (1946—1995)
- лорд Патрік Джордж Дуглас-Гамільтон (нар. 1950)
- лорд Девід Стефан Дуглас-Гамільтон (нар. 1952)